# Oswald Balzer

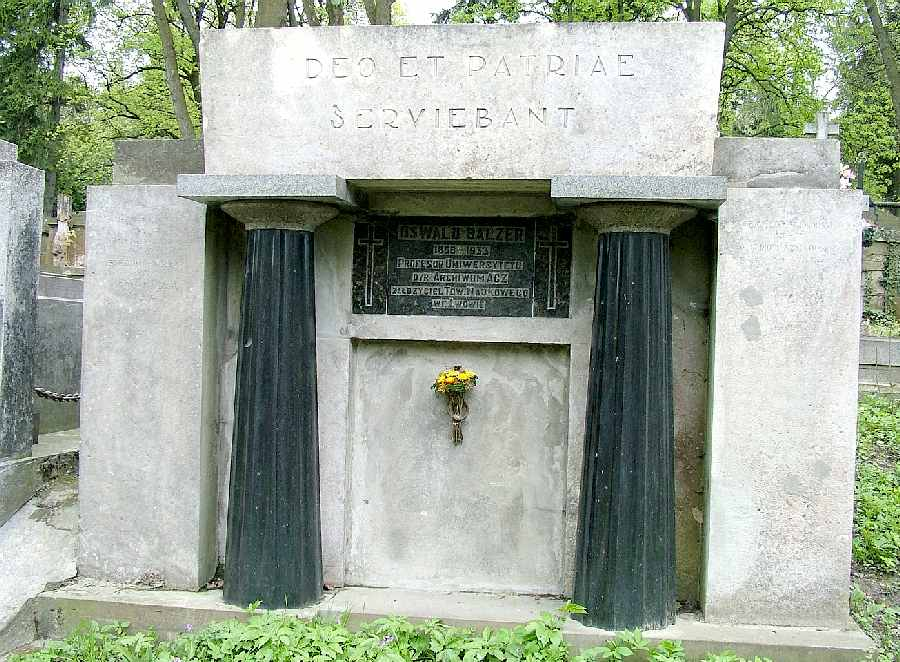
Grobowiec Oswalda Balzera na Cmentarzu Łyczakowskim we Lwowie

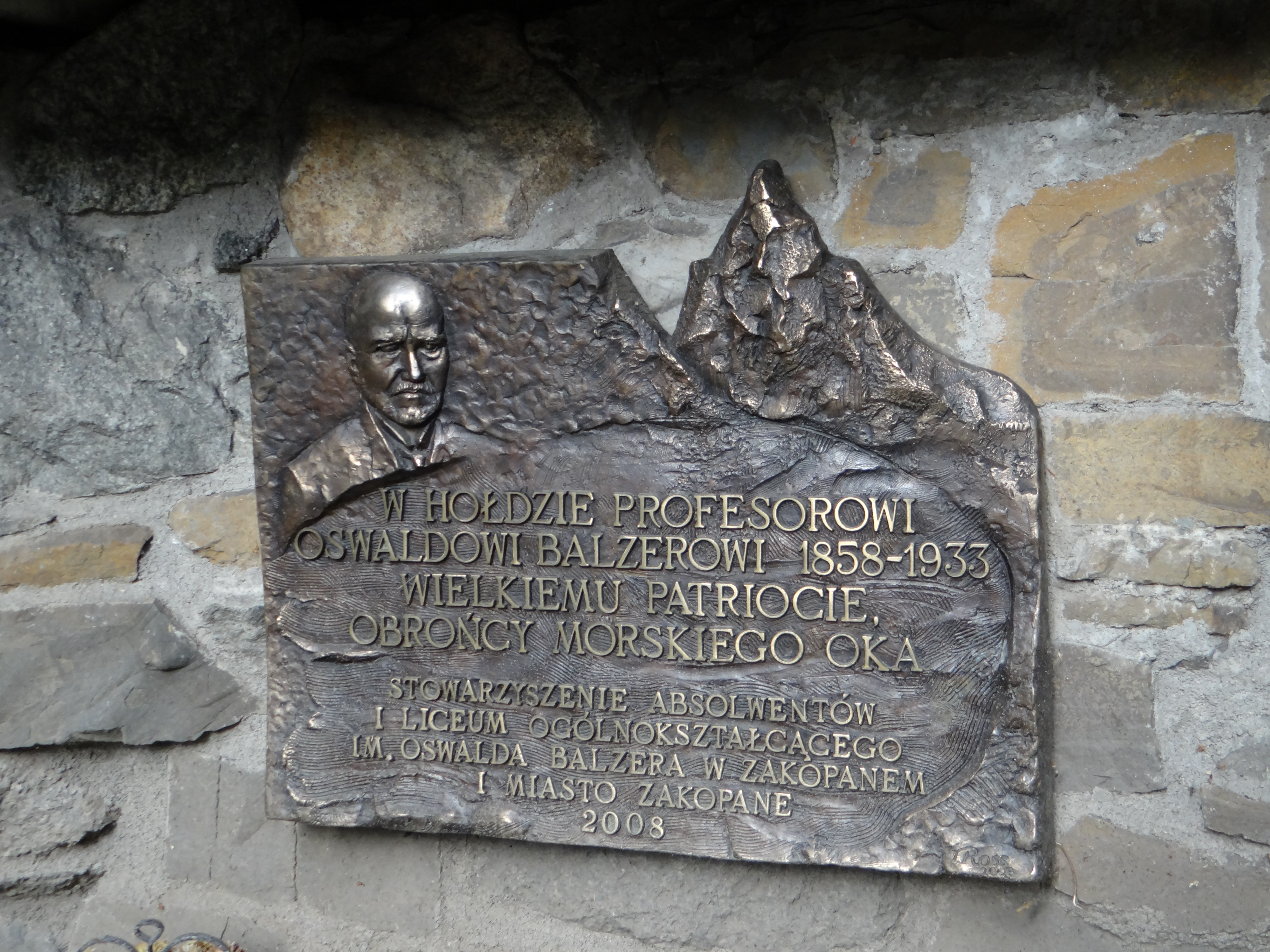
Tablica pamięci Oswalda Balzera na Pęksowym Brzyzku w Zakopanem

Oswald Marian Balzer (ur. 23 stycznia 1858 w Chodorowie, zm. 11 stycznia 1933 we Lwowie) – polski historyk ustroju i prawa polskiego. 

## Życiorys
Urodził się w rodzinie austriackiego urzędnika Franza Balzera i Antoniny z Klossów. Edukację rozpoczął, w wieku 6 lat, w szkole ludowej w Chodorowie; naukę kontynuował w Cesarsko-Królewskiej Szkole Wzorowej Rzymsko-Katolickiej we Lwowie. Po jej ukończeniu uczył się w C. K. Gimnazjum im. Franciszka Józefa we Lwowie, gdzie w 1878 zdał chlubnie egzamin dojrzałości. W tym samym roku rozpoczął studia na Wydziale Prawa Uniwersytetu Lwowskiego. Czwarty rok studiów odbył na Uniwersytecie Jagiellońskim, gdzie zetknął się z Michałem Bobrzyńskim, Stanisławem Smolką i Władysławem Abrahamem. 13 marca 1881 został wybrany zastępcą przewodniczącego wydziału Czytelni Akademickiej we Lwowie. W listopadzie 1883 r. uzyskał stypendium na uzupełniające studia w Berlinie. Balzer habilitował się w 1885 na Uniwersytecie we Lwowie na podstawie pracy Geneza Trybunału Koronnego. W dniu 4 lutego 1885 r. wygłosił wykład habilitacyjny Sądy kapturowe w Polsce. W semestrze letnim 1885 r. rozpoczął prowadzenie wykładów na Uniwersytecie Lwowskim, w charakterze docenta prawa prywatnego polskiego. W maju 1887 został mianowany profesorem nadzwyczajnym na Uniwersytecie Lwowskim, gdzie pracował w latach 1887–1933. W 1890 został profesorem zwyczajnym prawa polskiego prywatnego i historii prawa polskiego. Uczniem profesora był m.in. późniejszy prof. Przemysław Dąbkowski.
W 1891 został dyrektorem Archiwum Krajowego Aktów Grodzkich i Ziemskich we Lwowie. W latach 1895–1896 pełnił funkcję rektora Uniwersytetu Lwowskiego.
W 1902 reprezentował rząd Galicji w słynnym sporze pomiędzy Galicją a Węgrami o Morskie Oko w Tatrach. Rozprawa ta miała miejsce przed sądem polubownym w Grazu. Wspierany przez wiele wybitnych osobistości tego okresu, w tym hr. Władysława Zamoyskiego właściciela między innymi dóbr zakopiańskich, dra Aleksandra Mniszek-Tchorznickiego z Sanoka jako sędziego i przewodniczącego delegacji. Balzer wygrał ten proces i doprowadził do ustanowienia granicy w Tatrach pomiędzy Galicją a Węgrami zgodnej z oczekiwaniami społeczeństwa polskiego. Granica w ustanowionym wtedy przebiegu obowiązuje do dziś i jest granicą państwową między Polską a Słowacją.
Nie należał do stronnictw politycznych. Był założycielem (1901) i długoletnim prezesem Towarzystwa Naukowego we Lwowie, członkiem kilkudziesięciu polskich i zagranicznych instytucji naukowych, m.in. Akademii Umiejętności i Polskiej Akademii Umiejętności w Krakowie, Akademii Umiejętności w Pradze, Petersburgu, Sofii, Zagrzebiu, Towarzystwa Naukowego w Warszawie, Towarzystwa Przyjaciół Nauk w Poznaniu, Wilnie, Przemyślu. Członek honorowy Towarzystwa Muzeum Narodowego Polskiego w Rapperswilu od 1898, członek Towarzystwa Historycznego we Lwowie. Był członkiem Moskiewskiego Towarzystwa Archeologicznego, Towarzystwa Historycznego przy Uniwersytecie Petersburskim, Towarzystwa Historii i Starożytności Rosyjskich w Moskwie i członkiem korespondentem Cesarskiej Akademii Nauk w Petersburgu. Należał do Towarzystwa Przyjaciół Ossolineum, którego bibliotece zapisał księgozbiór i spuściznę rękopiśmienniczą.
Podczas I wojny światowej na początku 1915 w Wiedniu wszedł w skład Komitetu Polskiego Archiwum Wojennego. Był członkiem Komisji Sejmowo-Konstytucyjnej Tymczasowej Rady Stanu (1917). Po odzyskaniu przez Polskę niepodległości zabierał głos między innymi w sprawie godła Polski, nazwy dla polskiej waluty (był zwolennikiem złotego) oraz bronił określenia Rzeczpospolita Polska. W krytycznym sierpniu 1920 Rada Obrony Państwa zaproponowała mu funkcję prezesa Trybunału Obrony Państwa. 
Został pochowany na Cmentarzu Łyczakowskim we Lwowie.

## Dorobek naukowy
- Kancelarye i akta grodzkie w wieku XVIII (1882) (w bibliotece cyfrowej: )
- Geneza Trybunału Koronnego (1886) (w bibliotece cyfrowej: )
- Regestr złoczyńców grodu sanockiego: 1554–1638 (1891) (w bibliotece cyfrowej: )
- Walka o Tron krakowski w latach 1202–1210/11 (1894) (w bibliotece cyfrowej: )
- Genealogia Piastów (1895) (w bibliotece cyfrowej: )
- O następstwie tronu w Polsce (1897) (w bibliotece cyfrowej: )
- Historia ustroju Austrii w zarysie (1899) (w bibliotece cyfrowej: )
- O zadrudze słowiańskiej (1899)
- Z powodu nowego zarysu historii ustroju Polski (1906)
- O Morskie Oko. Wywód praw polskich przed sądem polubownym w Gradcu (Grazu) (1906) (w bibliotece cyfrowej: )
- O kilku kwestiach spornych z historii ustroju Polski (1907)
- Państwo polskie w pierwszym siedemdziesięcioleciu XIV i XVI wieku (1907)
- Skartabelat w ustroju szlachectwa polskiego (1911)
- Stolice Polski 963–1138 (1916) (w bibliotece cyfrowej: )
- Skarbiec i Archiwum koronne w dobie przedjagiellońskiej (1917) (w bibliotece cyfrowej: )
- Królestwo Polskie 1295–1370, t. I-III (1919–1920) (w bibliotece cyfrowej: )
- Narzaz w systemie danin książęcych pierwotnej Polski (1928)
- Corpus iuris Polonici 1506–1522, t. III oraz cz. I tomu IV obejmująca lata 1523–1534 (1906; 1910) (w bibliotece cyfrowej: t. III, cz. I tomu IV)
- Porządek sądów i spraw prawa ormiańskiego z r. 1604 (1912) (w bibliotece cyfrowej: )
- Przegląd palatynów polskich w czasie panowania Piastów [w:] Pisma pośmiertne, t. III (1937)

## Ordery i odznaczenia
- Order Orła Białego (1921)
- Złoty Krzyż Zasługi (25 maja 1928)[15]
- Odznaka Honorowa za Dzieła Sztuki i Umiejętności (Austro-Węgry, luty 1911)[6]

## Wyróżnienia
Około 17 września 1902 wraz z Aleksandrem Mniszek-Tchorznickim otrzymał tytuł honorowego obywatela Królewskiego Wolnego Miasta Sanoka – za skuteczną obronę polskich interesów i wygranie procesu z Węgrami w sporze o Morskie Oko.
Pięć uniwersytetów nadało mu doktorat honorowy: Uniwersytet Lwowski (1903), Uniwersytet Karola w Pradze (1909), Uniwersytet Warszawski (1921), Uniwersytet Poznański (1926), Uniwersytet Stefana Batorego w Wilnie (1928).
W 1920 otrzymał Nagrodę im. Jerzmanowskich.
W 1926 nominowany do  Pokojowej Nagrody Nobla. 
W 1928 otrzymał tytuł honorowego obywatela Lwowa (wręczony w 1929).

## Upamiętnienie
W 1928 został wybity medal upamiętniający Oswalda Balzera, zaprojektowany przez Piotra Wojtowicza, z inskrypcją o treści: Wielkiemu obywatelowi i uczonemu. Założycielowi Towarzystwa Naukowego we Lwowie. Rodacy 1928.
W uznaniu jego zasług jego imieniem nazwano drogę z Zakopanego do Morskiego Oka. Został patronem Liceum Ogólnokształcącego w Zakopanem.